# 東富蘭克林 (新澤西州)
東富蘭克林（英語：East Franklin）是位於美國新澤西州薩默塞特縣的普查規定居民點。

## 人口
根據2020年美國人口普查的數據，東富蘭克林的面積為2.82平方千米，皆為陸地。當地共有人口9788人，而人口密度為每平方千米3,470.92人。